# Кастер (округ, Південна Дакота)
Шаблон:StateAbbr_ 43°41′ пн. ш. 103°28′ зх. д. / 43.68° пн. ш. 103.46° зх. д.
Округ  Кастер (англ. Custer County) — округ (графство) у штаті  Південна Дакота, США. Ідентифікатор округу 46033.

## Історія
Округ утворений 1875 року.

## Демографія
За даними перепису 
2000 року 
загальне населення округу становило 7275 осіб, усе сільське.
Серед мешканців округу чоловіків було 3716, а жінок — 3559. В окрузі було 2970 домогосподарств, 2068 родин, які мешкали в 3624 будинках.
Середній розмір родини становив 2,8.
Віковий розподіл населення поданий у таблиці:
| Стать    | До 15 років | 15-21 | 22-29 | 30-39 | 40-49 | 50-65 | 65-85 | Понад 85 |
| -------- | ----------- | ----- | ----- | ----- | ----- | ----- | ----- | -------- |
| Чоловіки | 644         | 492   | 225   | 371   | 614   | 795   | 516   | 59       |
| Жінки    | 595         | 322   | 211   | 392   | 658   | 789   | 489   | 103      |

## Суміжні округи
- Пеннінґтон — північ
- Шеннон — південний схід
- Фолл-Ривер — південь
- Найобрара, Вайомінг — південний захід
- Вестон, Вайомінг — захід

## Виноски
1. ↑  US Decennial Census. US Census Bureau. Архів оригіналу за 26 квітня 2015. Процитовано 23 березня 2015.
2. ↑  Historical Census Browser. University of Virginia Library. Архів оригіналу за 11 серпня 2012. Процитовано 23 березня 2015.
3. ↑  Forstall, Richard L., ред. (27 березня 1995). Population of Counties by Decennial Census: 1900 to 1990. US Census Bureau. Архів оригіналу за 28 грудня 2008. Процитовано 23 березня 2015.
4. ↑  Census 2000 PHC-T-4. Ranking Tables for Counties: 1990 and 2000 (PDF). US Census Bureau. 2 квітня 2001. Архів оригіналу (PDF) за 18 грудня 2014. Процитовано 23 березня 2015.
5. ↑  State & County QuickFacts. Бюро перепису населення США. Архів оригіналу за 30 січня 2016. Процитовано 26 листопада 2013.(англ.) Наведено за англійською вікіпедією.
6. ↑  American FactFinder. Бюро перепису населення США. Архів оригіналу за 29 липня 2011. Процитовано 31 січня 2008.

| США | Це незавершена стаття з географії США. Ви можете допомогти проєкту, виправивши або дописавши її. |